# Der Zürich-Krimi: Borcherts Abrechnung
Borcherts Abrechnung ist ein Fernsehfilm aus der Kriminalfilmreihe Der Zürich-Krimi aus dem Jahr 2016. Der Film ist die letzte Regiearbeit des Regisseurs Carlo Rola, der im März 2016 starb. Er wurde im Auftrag von ARD Degeto für Das Erste produziert. Die 2. Folge der Filmreihe wurde am 5. Mai 2016 erstgesendet.

## Handlung
Der Film schließt unmittelbar an den Vorgänger Borcherts Fall an und Anwalt Thomas Borchert befindet sich in U-Haft, da er der Bestechung und Untreue beschuldigt wird. Als Borchert in seiner Zelle aus unruhigen Träumen erwacht, wird er von seiner Anwältin Dominique Kuster aufgesucht, die ihm die Inhalte der gegen ihn vorgebrachten Anklage erläutert. Borchert werden 186 Fälle von Korruption zugunsten des Frankfurter FonSonic-Konzerns vorgeworfen, wobei sich die Schäden angeblich auf eine halbe Milliarde Dollar beziffern. Zudem informiert Kuster ihn, dass sie es ablehnt, ihn zu verteidigen. Entsprechend ist Borchert in der folgenden Vernehmung auf sich selbst gestellt. Statt des deutschen Staatsanwaltes erwartet ihn hier jedoch sein ehemaliger Vorgesetzter Horst Zeidler, der Borchert die angeblichen Beweise für dessen persönliche Bereicherung an den Bestechungsgeldern der FonSonic präsentiert. Zeidler rät ihm, die Schuld auf sich zu nehmen, um dann mit der Staatsanwaltschaft einen Deal abzuschließen. Borchert lehnt das Angebot ab. Er will seine Unschuld mit legalen Mitteln beweisen und sucht für sich nach einer geeigneten Verteidigung bei Gericht. Borchert wird in seiner Zelle von einem misstrauischen Hauptmann Furrer aufgesucht, der ihm vermittelt, dass er Borchert für schuldig hält. Anschließend wird er auf freien Fuß gesetzt und trifft sich mit seinem Freund Reto Zanger. Der rät ihm, noch einmal mit Kuster zu sprechen. Borchert lässt sich von Zanger in Zürich absetzen und sucht die Bank auf, in der die Konten der FonSonic geführt werden. Dort erfährt er, dass ein Nummernkonto auf seinen Namen geführt wird. Mit den entsprechenden Unterlagen sucht er Kuster auf und informiert sie über den Deal, der ihm im Gefängnis von Zeidler angeboten wurde. Doch sie lehnt weiterhin ab, das Mandat zu übernehmen. Nach einem unerfreulichen Gespräch mit einem Taxifahrer lässt sich Borchert in eine Bar fahren, wo er sich während des Auftritts einer brasilianischen Sängerin in melancholischer Stimmung betrinkt. Nachts wird Borchert in dem Wohnwagen, in dem er vor seinem Anwesen campiert, erneut von Kuster aufgesucht. Beide gehen nochmals den Stand der Ermittlungen durch und gleichen diesen mit den Abläufen ab, ab die Borchert sich erinnert. Im Verlauf des Gesprächs wird deutlich, dass er sich die Schuld am Selbstmord seines Kollegen Frederic Kuhn gibt, der ebenfalls in die Bestechungsaffäre verwickelt ist. 
Ein weiterer Kollege, Enrico Strasser, ist untergetaucht. Kuster willigt ein, ein graphologisches Gutachten zu erstellen, lehnt es aber weiterhin ab, Borchert zu vertreten. Am folgenden Morgen erhält die Redaktion des Züricher Süd West Kuriers aus einer anonymen Quelle Informationen über Borcherts Verwicklungen in den Bestechungsfall um die FonSonic. Der Journalist Max Friedländer erhält den Auftrag, entsprechende Recherchen anzustellen. Borchert erkundigt sich währenddessen nach Strasser, wird aber an dessen ehemaligem Haus abgewimmelt. Er ruft den Makler Matthias Duplessis an, der ebenfalls mit Strasser bekannt ist, und erkundigt sich nach Strasser. Aber auch dieser Anruf bringt ihn nicht weiter. Bei einem erneuten Austausch mit Kuster erfährt er, dass ein forensisches Gutachten beweist, dass seine Unterschrift bei der Eröffnung des belastenden Nummernkontos gefälscht wurde – wahrscheinlich von Strasser. Borchert und Kuster überlegen, wie sie den Flüchtigen stellen können, und erwägen, Frederic Kuhns Frau zu kontaktieren. Diese wird zur selben Zeit vom Journalisten Friedländer aufgesucht und mit kompromittierenden Fotos ihres Mannes konfrontiert. Er informiert Frau Kuhn, dass die Story gedruckt wird, wodurch sie aus der Fassung gerät. Kurze Zeit später nimmt Kuster ebenfalls Kontakt zu Kuhn auf, wird aber an der Haustür abgewimmelt. Abends meldet Borchert sich gemäß seiner Auflagen bei Furrer. Bei der Gelegenheit fragt er nach dem Stand der Ermittlungen. Furrer lässt ihn seine Verbitterung deutlich spüren und lehnt jede Kooperation strikt ab. Nachts vor seinem Anwesen erinnert Borchert sich an eine Feier mit Strasser und Kuhn in Rio de Janeiro zurück. Dabei fällt ihm ein, dass Strasser ihm von einem Pied-à-Terre am See erzählt hatte, in dem er gerade ein Apartment erworben habe. Er recherchiert bei einer brasilianischen Sängerin in seiner Stammbar nach den Prostituierten, die bei der damaligen Feier in Rio de Janeiro dabei waren, da er vermutet, das sie die Adresse von Strassers Apartment kennen. Am nächsten Morgen sucht Borchert erneut Kusters Kanzlei auf. Die Anwältin, die weiterhin ablehnt, ihn zu vertreten, konfrontiert Borchert aufgebracht mit der aktuellen Ausgabe des Züricher SüdWest Kuriers, der über die Bestechungsaffäre der FonSonic berichtet. 
Borchert gesteht seine Verfehlungen, betont aber, dass er bei den zwielichtigen Partys nur mitgemacht habe, um auf Kuhn aufzupassen. Das Treffen wird von Friedländer beobachtet, der telefonisch von seiner Chefredakteurin erneut aufgefordert wird, Borchert unter Druck zu setzen. Als eine E-Mail für Borchert in der Kanzlei eintrifft, verlässt dieser das Büro. Friedländer, der die Kanzlei von der Straße aus beobachtet, bekommt mit, dass Borchert draußen von einem Fahrer angesprochen und in eine Limousine gebeten wird. Er fotografiert den Wagen und verfolgt ihn mit dem Fahrrad. In der Limousine spricht Borchert mit Zeidler, der sich nach dem Stand seiner Erwägungen erkundigt. Borchert lehnt es ab, eine eindeutige Antwort zu geben und wird bei einem Café abgesetzt, wo Friedländer ihn anspricht und unter Druck setzt. Er fordert Borchert auf, mit dem SüdWest Kurier zusammenzuarbeiten und gemeinsam die FonSonic ins Visier zu nehmen, aber der Anwalt weigert sich. Kuster bespricht sich währenddessen mit ihrem Vater, der ihr seine Einschätzung der Persönlichkeit Borcherts mitteilt. Zanger erzählt ihr, dass Borchert sich mit seiner Familie überworfen hat, da er mit den skrupellosen Finanzgeschäften seines Vaters nicht einverstanden war. Anschließend beschließen beide, gemeinsam einen Lunch einzunehmen. Unter einem Vorwand geht Kuster nochmal in das Büro ihres Vaters zurück und schaut sich an, woran dieser aktuell arbeitet. Als sie eine Akte aufschlägt und die Namen Borchert, Kuhn und Strasser notiert sieht, wird ihr klar, dass Zanger mehr weiß, als er sagt. Borchert ist währenddessen zum Bungalow von Duplessis gefahren und konfrontiert ihn wegen dessen Verbindungen zu Strasser. Der bestreitet, Kontakt zu dem Verschwundenen zu haben. Die beiden trennen sich im Streit. Kuster nimmt währenddessen durch eine Recherche ihrer Sekretärin Regula Gabrielli erneut Strassers Fährte auf. Auch Borchert erfährt Hilfreiches, als ihn die Sängerin aus der Bar anruft und die mutmaßliche Adresse von Strassers Apartment mitteilt. Borchert verschafft sich dort Zutritt und trifft auf den vermeintlich toten Kuhn. Dieser berichtet, von Strasser erpresst zu werden und sich aus Furcht vor dem Gefängnis zu verstecken. Beide haben allerdings keinen persönlichen Kontakt. Genau wie Borchert soll er Geld auf ein Nummernkonto überweisen. Nachdem auch diese Spur ihn nicht näher an Strasser herangeführt hat, kehrt Borchert zu seinem Wohnwagen zurück.
Als er hier von Kuster aufgesucht wird, fallen Schüsse. Beide verstecken sich in der Villa und Borchert kann sich mit einer Pistole verteidigen, womit er den unbekannten Schützen vertreibt. Furrer trifft mit der Spurensicherung ein und versucht erfolglos von Borchert zu erfahren, wer auf ihn geschossen haben könnte. Auch Friedländer berät mit seiner Chefredakteurin über den Fall. Er hat zunehmend Zweifel an der Schuld Borcherts, wird aber von seiner Vorgesetzten weiterhin darin bestärkt, an dem ehemaligen Anwalt dranzubleiben. In der Nacht sucht Kuhn seine Frau auf. Er will sich ihr zu erkennen geben, aber als er die kompromittierenden Fotos von den Partys in Rio de Janeiro bei ihr findet, entscheidet er sich dagegen und verlässt unbemerkt wieder das Haus. Am Morgen wird Borchert von einem Kurier geweckt. Die Sendung enthält Beweise für seine Unschuld. Auch Frau Kuhn bekommt Post. Ein Unbekannter sendet ihr aktuelle Fotos ihres totgeglaubten Mannes zu. Sie sucht Furrer auf und zeigt ihm die Fotos. Währenddessen telefoniert Borchert mit der Bank und will sich für die Zusendung der entlastenden Kontoauszüge bedanken, dort wird allerdings alles abgestritten. Die Bank informiert unmittelbar Zeidler, Borcherts ehemaligen Chef. Inzwischen lässt Furrer gemeinsam mit Frau Kuhn das Grab ihres Mannes exhumieren – im Grab liegt Enrico Strasser. Kuhn trifft sich währenddessen mit Borchert in einer Weinbar und beide sehen sich die entlastenden Kontoauszüge an. Kuhn drängt Borchert, das erpresste Geld an Strasser zu überweisen, er habe es auch gemacht. In dem Moment kommt ein Anruf von Furrer, von dem Borchert erfährt, dass Strasser tot ist. Da Borchert am Telefon entsprechende Andeutungen macht, veranlasst Furrer einen Polizeieinsatz. Die Beamten treffen an der Weinbar ein, als der mittlerweile argwöhnisch gewordene und bewaffnete Kuhn gerade eine Servicekraft bedroht. Daraufhin wird Kuhn von Furrer niedergeschossen. Borchert sucht Kuhn später im Krankenhaus auf und bespricht mit ihm die Umstände des Todes von Strasser. Borchert präsentiert Kuhn die Ergebnisse der Obduktion, die nachweisen, dass sich Strasser die tödliche Überdosis nicht selbst zugeführt hat und die Leiche zudem Anzeichen eines schweren Schädeltreffers aufweise. Kuhn hatte Strasser aufgesucht und ihn niedergeschlagen da dieser ihn nicht bei der Flucht unterstützen wollte. Anschließend hat Kuhn seinen eigenen Tod vorgetäuscht und dabei die Leiche Strassers entsorgt. Kuster entschließt sich, Borcherts Fall zu übernehmen und bietet ihm an, gemeinsam mit ihr in ihrer Kanzlei zu arbeiten.

## Hintergrund
Der Film wurde vom 9. November 2015 bis zum 4. Dezember 2015 an Schauplätzen in Zürich sowie in der tschechischen Hauptstadt Prag gedreht.

## Kritik
Die Kritiker der Fernsehzeitschrift TV Spielfilm fanden das Drehbuch zu Borcherts Abrechnung „unausgegoren“. Der Film sei ein „gediegener Krimi mit Ex-„Traumhotel“-Star“. Sie bewerteten ihn trotzdem mit dem Daumen nach oben.